# Conus turriculatus
Espèce
Conus turriculatus est une espèce fossile de mollusques gastéropodes marins de la famille des Conidae.

## Taxonomie

### Publication originale
L'espèce Conus turriculatus a été décrite pour la première fois en 1865 par le géologue et paléontologue français Gérard Paul Deshayes (1795-1875),.